# Zasolenie

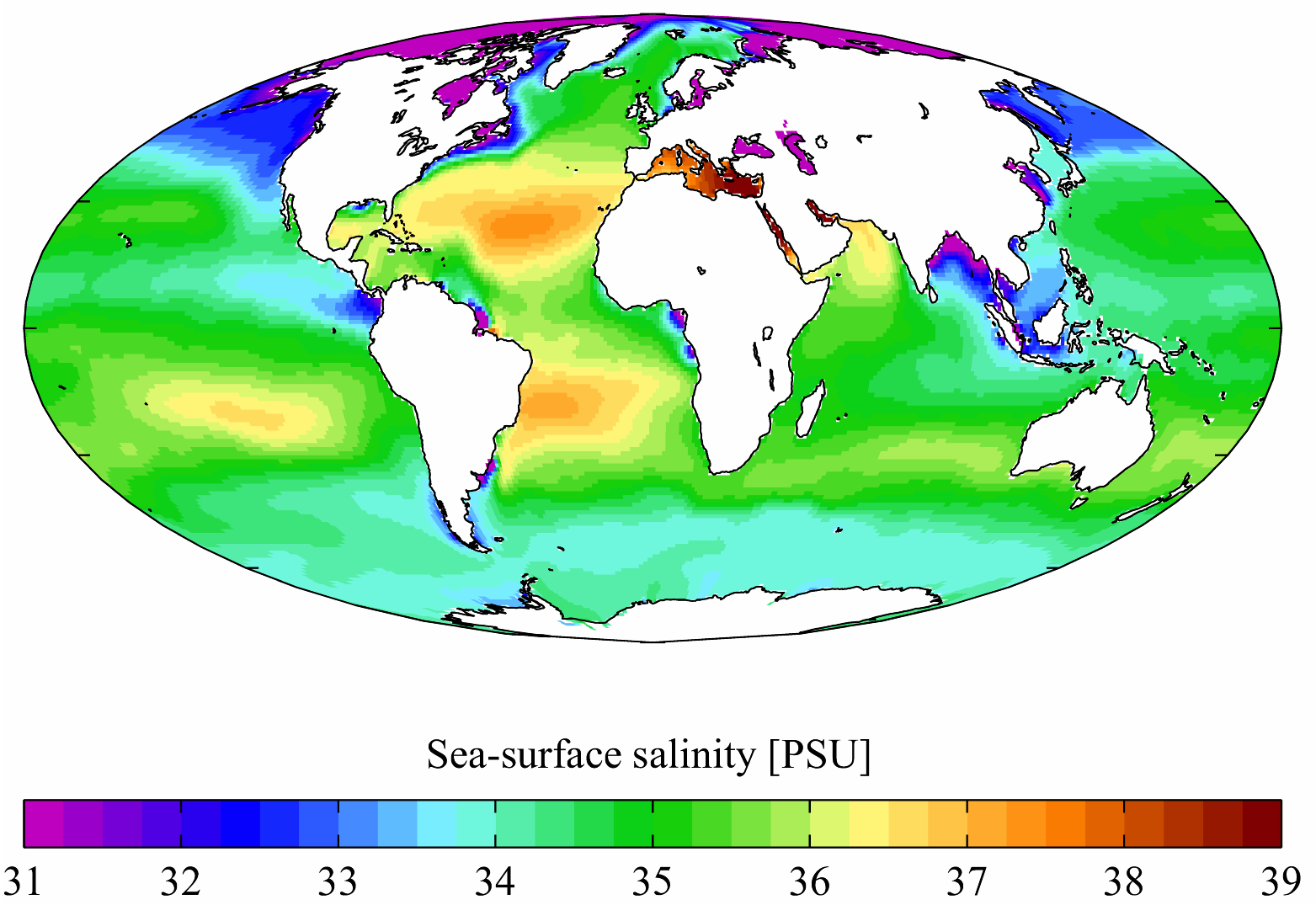
Mapa zasolenia wód morskich (2001)

Zasolenie wód jest miarą zawartości soli w wodzie. Jest to łączna masa substancji rozpuszczonych z pominięciem gazów, koloidów, zawiesiny i materii organicznej. Zwykle podawane jest w promilach (‰).

## Zasolenie mórz i oceanów
Zasolenie wody morskiej zasadniczo różni się od zasolenia wód śródlądowych występujących w słonych jeziorach, ponieważ woda wszystkich oceanów i mórz otwartych zawiera takie same sole, będące w takim samym stosunku procentowym, a różni się między sobą jedynie stężeniem, czyli stosunkiem ilości wszystkich soli do ilości wody. Natomiast wody śródlądowe mają całkowicie odmienny zestaw rozpuszczonych soli, w których jest mniej chlorków, a więcej węglanów i siarczanów. Ponadto występują duże różnice w składzie i stężeniu soli pomiędzy różnymi zbiornikami. Obecnie panuje pogląd, że oceany zostały zasolone w zamierzchłej przeszłości solami wydobywającymi się z wnętrza ziemi i na przestrzeni dziejów ich zasolenie zmieniało się tylko nieznacznie.
Średnie zasolenie oceanu światowego wynosi około 35‰, co oznacza, że w 1 kg wody znajduje się 35 g soli. Na zasolenie ma wpływ bilans strat i zysków wody w danym akwenie, który zmienia się na skutek parowania, topnienia, napływu wody słodkiej (z lądu), ilości opadów atmosferycznych, topnienia lodów morskich oraz mieszania się wód.
Temperatura zamarzania wody morskiej jest niższa niż wody słodkiej. Dla typowego zasolenia 35‰ wynosi ona ok. −2 °C.

### Ścisła definicja
Na potrzeby oceanografii i nauk pokrewnych stosuje się bardziej precyzyjną definicję.
Zasolenie to ogólna mineralizacja wody morskiej, określająca zawartość substancji stałej w gramach przypadającej na 1 kg wody morskiej po usunięciu wszystkich substancji organicznych i po zastąpieniu wszystkich bromków i jodków – chlorkami, a węglanów – tlenkami.
Zasolenie S [‰] określa się oznaczając stężenie chlorków i stosując empiryczny wzór:
S = 1,80655·CCl−
gdzie CCl− jest stężeniem jonów chlorkowych w promilach.
Obecnie najczęściej jest stosowane pojęcie zasolenia praktycznego (PSU), zdefiniowane z wykorzystaniem łatwej do zmierzenia wartości stosunku przewodnictwa elektrycznego badanej próbki wody morskiej do przewodnictwa wzorca (K15). Pomiary wykonuje się w temperaturze 15 °C przy ciśnieniu 1013,25 hPa. Wzorcem jest wodny roztwór chlorku potasu o stężeniu masowym równym 32,4356 g KCl na 1 kg roztworu. Do obliczeń wyniku pomiaru – wartości PSU – stosuje się empiryczną zależność PSU = f(K15), która pozwala uzyskiwać wartości praktycznie równe zasoleniu wyrażonemu w promilach (PSU ≅ S ‰).

### Konsekwencje zasolenia wód
- Im bardziej zasolona jest woda, tym większy jest jej ciężar właściwy.
- Woda morska nie nadaje się do spożycia i nawadniania upraw.
- Woda morska jest bardziej „agresywna” wobec metali – około 50 razy bardziej niż woda słodka.
- Woda morska jest dobrym przewodnikiem prądu elektrycznego.
- Woda zasolona ma inną zależność gęstości od temperatury niż woda słodka.
- Woda morska, inaczej niż woda słodka, nie powoduje krasowienia skał wapiennych, stąd jaskinie w nadmorskich skałach są zazwyczaj wynikiem erozji mechanicznej spowodowanej ruchem wody.

## Zasoby słonej wody morskiej[potrzebnyprzypis]
| Związek                          | Wzór                             | Substancje rozpuszczone w 1 km³ (1 026 000 000 ton) wody morskiej | Substancje rozpuszczone w 1 km³ (1 026 000 000 ton) wody morskiej | Substancje rozpuszczone w 1 km³ (1 026 000 000 ton) wody morskiej | Substancje rozpuszczone w 1 km³ (1 026 000 000 ton) wody morskiej | % substancji rozpuszczalnych |
| Związek                          | Wzór                             | Ilość                                                             | Jednostka                                                         | ‰                                                                 | ppm                                                               | % substancji rozpuszczalnych |
| -------------------------------- | -------------------------------- | ----------------------------------------------------------------- | ----------------------------------------------------------------- | ----------------------------------------------------------------- | ----------------------------------------------------------------- | ---------------------------- |
| chlorek sodu                     | NaCl                             | 27 213 000                                                        | tona                                                              | 26,523                                                            | 26 523,4                                                          | 77,80                        |
| chlorek magnezu                  | MgCl2                            | 3 807 000                                                         | tona                                                              | 3,711                                                             | 3 710,5                                                           | 10,90                        |
| siarczan magnezu                 | MgSO4                            | 1 658 000                                                         | tona                                                              | 1,616                                                             | 1 616,0                                                           | 4,70                         |
| siarczan wapnia                  | CaSO4                            | 1 260 000                                                         | tona                                                              | 1,228                                                             | 1 228,1                                                           | 3,60                         |
| siarczan potasu                  | K2SO4                            | 865 000                                                           | tona                                                              | 0,843                                                             | 843,1                                                             | 2,50                         |
| węglan wapnia                    | CaCO3                            | 123 000                                                           | tona                                                              | 0,120                                                             | 119,9                                                             | 0,35                         |
| bromek magnezu                   | MgBr2                            | 76 000                                                            | tona                                                              | 0,074                                                             | 74,1                                                              | 0,22                         |
| białko i inne związki organiczne | białko i inne związki organiczne | 1 400                                                             | tona                                                              | 0,001                                                             | 1,4                                                               |                              |
| RAZEM                            | RAZEM                            | 35 003 400                                                        | tona                                                              | 34,116                                                            | 34 116,4                                                          | 99,53                        |
| Wybrane pierwiastki              |                                  |                                                                   |                                                                   |                                                                   |                                                                   |                              |
| Pierwiastek                      | Symbol                           | Ilość                                                             | Jednostka                                                         | ‰                                                                 | ppb                                                               |                              |
| fluor                            | F                                | 33 000                                                            | tona                                                              | 0,032                                                             | 32 164                                                            |                              |
| bar                              | Ba                               | 500                                                               | tona                                                              |                                                                   | 487                                                               |                              |
| jod                              | J                                | 500                                                               | tona                                                              |                                                                   | 487                                                               |                              |
| argon                            | Ar                               | 100                                                               | tona                                                              |                                                                   | 97                                                                |                              |
| srebro                           | Ag                               | 300                                                               | kilogram                                                          |                                                                   | 0,292                                                             |                              |
| rubid                            | Rb                               | 200                                                               | kilogram                                                          |                                                                   | 0,195                                                             |                              |
| złoto                            | Au                               | 4                                                                 | kilogram                                                          |                                                                   | 0,004                                                             |                              |
| rad                              | Ra                               | 0,02                                                              | kilogram                                                          |                                                                   | 0,000019                                                          |                              |

## Słone jeziora
Za najbardziej zasolony zbiornik wodny (jezioro) uważane jest Morze Martwe (ok. 231‰, tj. 6,6 razy więcej niż średnie zasolenie oceanów), jednak bardziej słone są jeziora Asal w Dżibuti (348‰), Patience (nawet do 428‰) w Kanadzie i staw Don Juan na Antarktydzie (338–402‰).
Ich zasolenie wielokrotnie przekracza największe zasolenie wód morskich – ok. 41‰ w przypadku Morza Czerwonego.